# Самсонов, Марат Иванович
Мара́т Ива́нович Самсо́нов (22 марта 1925, Иркутск, СССР — 7 января 2013, Москва, Россия) — советский и российский живописец, баталист, художественный руководитель Студии военных художников имени М. Б. Грекова (1972—1990, 1998-2000 гг.).
Академик РАХ (1998; член-корреспондент 1975). Народный художник РСФСР (1974). Член Союза художников СССР с 1960 года. Полковник в отставке.

## Биография
Родился Самсонов в Иркутске. Отец — Иван, Васильевич Самсонов, кадровый офицер РККА (погиб под Ленинградом в 1944 году), семья часто переезжала из одного гарнизона в другой. В семье поощрялось занятие рисованием, это благоприятствовало художественному развитию Самсонова.
По примеру отца Марат вступил в РККА. Принимал участие в боях Великой Отечественной войны, участвовал в Параде Победы, В 1946 году окончил Калининское военное училище технических войск.
Вскоре сильно проявился его художественный талант, и не получавший специального художественного образования Самсонов попал в студию военных художников имени М. Б. Грекова.
Самсонов, хорошо знакомый с жизнью Вооружённых Сил, увлёкся батальным жанром, который занял в его творчестве центральное место.
Автор и соавтор ряда диорам, находящихся в Центральном музее Великой Отечественной войны.
С 1972 года по 1990 год, а затем и с 1997 года по 2000 год — руководитель Студии имени Грекова.
Жил и работал в Москве. Скончался 7 января 2013 года. Похоронен на Троекуровском кладбище.
Дети: Александр Самсонов, Алексей Греков

## Награды
- Народный художник РСФСР (1974)
- Заслуженный художник РСФСР (1964)
- Орден Красной Звезды
- Две медали «За боевые заслуги»
- Золотая медаль М. Б. Грекова (1967) — за участие в воссоздании панорамы «Бородинская битва»
- Серебряная медаль АХ СССР (1975) — за серию живописных работ о БАМе, за картины «Дороги войны» и «Форсирование Днепра»
- другие награды